# Belles-Forêts
Belles-Forêts è un comune francese di 259 abitanti situato nel dipartimento della Mosella nella regione del Grand Est.

## Società

### Evoluzione demografica
Abitanti censiti